# Olenecamptus signaticollis
Olenecamptus signaticollis är en skalbaggsart som beskrevs av Heller 1926. Olenecamptus signaticollis ingår i släktet Olenecamptus och familjen långhorningar.
Artens utbredningsområde är Myanmar. Inga underarter finns listade i Catalogue of Life.